# Тратас, Жильвинас
Жильвинас Тратас, также известен как Джеймс Тратас (родился 10 декабря 1988) — литовский актёр, сценарист и телеведущий.
Получил известность благодаря роли Модестаса Паулаускаса в фильме «Движение вверх» (2017).

## Биография
Джеймс Тратас родился в Вильнюсе, Литва. Его отец Юриюс — плотник, а мать Виталия играет на флейте в Литовском национальном военном оркестре. С раннего возраста родители пытались направить его в искусство. Он учился в Тускуленайской средней школе, в которой был замечательный модуль изобразительного искусства, и в Музыкальной школе Балиса Дварионаса. В раннем подростковом возрасте Тратас воспротивился решению родителей и променял музыкальную школу на бокс.
С 2009 по 2014 год учился в Литовской академии музыки и театра (курс Йонаса Вайткуса), где получил степень бакалавра актёрского мастерства. Будучи студентом, играл в Русском драматическом театре Литвы и в Литовском драматическом театре. Начал сниматься в кино и на телевидении уже на первом году обучения и получил национальное признание ещё до получения диплома. Известность принесли роли безжалостного злодея в культовой литовской трилогии „Nemylimi“, „Svetimi“, „Pasmerkti“. Также снимался в короткометражных фильмах и телевизионных сериалах — «Женщины лгут лучше», «Дум II» и «Дум III», «Украденное счастье» и «Криминалисты».
После получения диплома в 2014 году покинул Литву, чтобы заняться международной актёрской карьерой. Жил и работал в Великобритании, Чехии и России. С тех пор работал с режиссёрами, получившими Оскар (Никита Михалков, Габриэле Сальваторес).

## Фильмография
| Год  | Название                                                            | Роль                               | Примечание                                            |
| ---- | ------------------------------------------------------------------- | ---------------------------------- | ----------------------------------------------------- |
| 2021 | Your Home Is Where Your Heart / Дiм, де серце / Дом, где сердце     | Игорь (Айсберг)                    | Телевизионный сериал, мелодрамма, главная роль        |
| 2020 | Молодой Валландер / Young Wallander                                 | Маркус/Marcus                      | Сериал, Великобритания                                |
| 2020 | Moterys meluoja geriau. Robertelis. Antroji Banga!                  | Mindaugas                          | Комедия, Литва                                        |
| 2020 | Бандитские войны. Принцы / Gang Wars. Princes / Gaujų karai.Princai | Брат / Brolis                      | Криминальный фильм, Литва. Главная роль               |
| 2019 | Заклятые друзья                                                     |                                    | Сериал, Украина                                       |
| 2018 | Московский нуар / Dirigenten                                        | Romanov                            | Сериал. Швеция, Франция, Польша, Литва, Финляндия     |
| 2018 | Пекарь и красавица / Baker and Beauty                               | Пит Ховенс / Pit Hovens            | Сериал, Россия                                        |
| 2018 | Побег хулиганов. Русское дело / Hooligan Escape The Russian Job     | Борис/Boris                        | Сериал, Великобритания                                |
| 2017 | Движение вверх                                                      | Модест Паулаускас                  | Телевизионный фильм, Россия                           |
| 2017 | Optimists / Оптимисты                                               | Emil Figeroa / Эмиль Фигерол       | Телевизионный сериал                                  |
| 2016 | Последний ужин для двоих / Paskutinė vakarienė dviems               | Главная роль                       | Короткометражный фильм. Литва                         |
| 2016 | Ночные стражи / Guardians Of The Night                              | Вампир                             | Россия                                                |
| 2016 | Dracula: Killer on the Catwalk / Ночные стражи                      | Дракула                            | Ужасы, Великобритания                                 |
| 2015 | Mamon                                                               | Телохранитель                      | Триллер, Чехия                                        |
| 2015 | VIP Murders                                                         | Boris / Борис                      | Телевизионный фильм                                   |
| 2015 | Chasing Solace / В погоне за утешением                              | Jonas / Йонас                      | Комедия, Литва                                        |
| 2014 | Vinari                                                              | Maldavan                           | Телевизионный фильм, Чехия                            |
| 2014 | Pasmerkti III                                                       | Taisonas                           | Телевизионный сериал, Литва                           |
| 2014 | The Romanovs                                                        | Peter the Great                    | Документальный фильм                                  |
| 2014 | Secret Societies                                                    | Strong Student                     | Документальный фильм                                  |
| 2014 | Agents of S.H.I.E.L.D. (season 1)                                   | Агент ФБР                          | Телевизионный фильм, США                              |
| 2014 | Vilė                                                                | Balys                              | Короткометражный фильм                                |
| 2014 | Russian Yeti: The Killer Lives / Перевал Дятлова: гипотеза о Йети   | Semyon Zolotarev / Семён Золотарёв | Документальный фильм, США                             |
| 2014 | Pasmerkti II                                                        | Taisonas                           | Телевизионный сериал, Литва                           |
| 2014 | Radviliada                                                          | Scout                              | Документальный фильм                                  |
| 2013 | Anna Carenina / Анна Каренина                                       | Солдат                             | Телевизионный сериал. Испания, Италия, Литва, Франция |
| 2013 | Janine / Джанина                                                    | Donatas / Донатас                  | Короткометражный фильм, Литва                         |
| 2012 | Educazione siberiana / Siberian Education / Сибирское воспитание    |                                    | Короткометражный фильм, Италия                        |
| 2012 | 6 (Эмигранты)                                                       | Vladka / Владка                    | Короткометражный фильм, Литва                         |
| 2009 | Нелюбимые / Nemylimi (Литва)                                        | Хенрикас                           | Литва                                                 |
| 2009 | Женщины лгут лучше / Moterys meluoja geriau                         |                                    | Короткометражный фильм, Литва                         |